# Àliga
L'Àliga è una pista sciistica situata a El Tarter, nel comprensorio sciistico di Grandvalira, nel Principato di Andorra. Sul pendio, che si snoda sul Tosa dels Espiolets, si tengono gare di discesa libera e di supergigante della Coppa del Mondo di sci alpino. È una delle due piste andorrane su cui si tengono gare del massimo circuito, insieme all'Avet, sulla quale si tengono le gare tecniche. Sulla vicina Àliga Vella si sono tenute le prove di slalom per le gare di combinata alpina.

## Albo d'oro

### Uomini

#### Discesa libera
| Data                               | Competizione  | Primo              | Secondo        | Terzo             |
| ---------------------------------- | ------------- | ------------------ | -------------- | ----------------- |
| Coppa del Mondo di sci alpino 2019 | 13 marzo 2019 | Dominik Paris      | Kjetil Jansrud | Otmar Striedinger |
| Coppa del Mondo di sci alpino 2023 | 15 marzo 2022 | Vincent Kriechmayr | Romed Baumann  | Andreas Sander    |

#### Supergigante
| Data                               | Competizione  | Primo          | Secondo        | Terzo                   |
| ---------------------------------- | ------------- | -------------- | -------------- | ----------------------- |
| Coppa del Mondo di sci alpino 2019 | 14 marzo 2019 | Dominik Paris  | Mauro Caviezel | Vincent Kriechmayr      |
| Coppa del Mondo di sci alpino 2023 | 16 marzo 2023 | Marco Odermatt | Marco Schwarz  | Aleksander Aamodt Kilde |

### Donne

#### Discesa libera
| Data                               | Competizione  | Prima          | Seconda             | Terza            |
| ---------------------------------- | ------------- | -------------- | ------------------- | ---------------- |
| Coppa del Mondo di sci alpino 2019 | 13 marzo 2019 | Mirjam Puchner | Viktoria Rebensburg | Corinne Suter    |
| Coppa del Mondo di sci alpino 2023 | 15 marzo 2023 | Ilka Štuhec    | Sofia Goggia        | Lara Gut-Behrami |

#### Supergigante
| Data                               | Competizione     | Prima               | Seconda           | Terza              |
| ---------------------------------- | ---------------- | ------------------- | ----------------- | ------------------ |
| Coppa del Mondo di sci alpino 2016 | 27 febbraio 2016 | Federica Brignone   | Laurenne Ross     | Tamara Tippler     |
| Coppa del Mondo di sci alpino 2019 | 14 marzo 2019    | Viktoria Rebensburg | Tamara Tippler    | Federica Brignone  |
| Coppa del Mondo di sci alpino 2023 | 16 marzo 2023    | Lara Gut-Behrami    | Federica Brignone | Ragnhild Mowinckel |

#### Combinata alpina
| Data                               | Competizione     | Prima                | Seconda        | Terza               |
| ---------------------------------- | ---------------- | -------------------- | -------------- | ------------------- |
| Coppa del Mondo di sci alpino 2016 | 28 febbraio 2016 | Marie-Michèle Gagnon | Wendy Holdener | Anne-Sophie Barthet |